# دوري الدرجة الأولى البوتاني 2007
دوري الدرجة الأولى البوتاني 2007 هو موسم من دوري الدرجة الأولى البوتاني. فاز فيه ترانسبورت يونايتد إف سي.